# Maksim Mirny
Maksim Mirny (bjeloruski: Максім Мірны, Maksim Mirny) (Minsk, 6. srpnja 1977.) - bjeloruski tenisač
Najbolje rezultate postigao je u igri parova, ali je također bio uspješan u pojedinačnoj karijeri, završivši sedam uzastopnih godina među 50 najboljih tenisača. Ima jedan osvojen ATP turnir u pojedinačnoj konkurenciji osvojivši turnir u Rotterdamu 2003. godine. Igrao je još tri ATP finala koje je izgubio. 
U igri parova ima 10 Grand Slam naslova (šest u muškim parovima i 4 u mješovitim parovima) te ukupno 40 osvojenih turnira. Osvojio je Roland Garros 2005., 2006. 2011 i 2012. te US Open 2000. i 2002. u muškim parovima te Wimbledon 1998. i US Open 1998., 2007. i 2013. u mješovitim parovima.
Igrao je u paru s brojnim tenisačima među kojima se ističu: Mahesh Bhupathi, Jonas Björkman, Lleyton Hewitt, Jamie Murray, Andy Ram i Daniel Nestor.
Igra za reprezentaciju Bjelorusije u Davis Cupu od 1994. godine i drži rekord reprezentacije s 47 pobjeda i 27 poraza.
Osvojio je zlato na Olimpijskim igrama u Londonu 2012. u mješovitim parovima sa sunarodnjakinjom Viktorijom Azarenkom.

## Vanjske poveznice
- Max Mirnyi na stranici ATP-a